# Lleis constitucionals franceses de 1875
Les lleis Constitucionals Franceses de 1875 són les votades a França per l'Assemblea Nacional, elegida el 1871, entre febrer i juliol de 1875, mitjançant les quals es va instaurar definitivament la Tercera República francesa.
Anteriorment, de 1871 a 1873, s'havien aprovat lleis que resolien problemes puntuals, tal com la Llei de Rivet de 1871 (crea el càrrec de president de la República i estableix els seus poders), la Llei de Broglie de 1873 (modifica la modalitat de comunicació entre el President i l'Assemblea Nacional) i la Llei del 20 de novembre 1873 que estableix un mandat de 7 anys pel president.
Tres Lleis Constitucionals varen organitzar el règim republicà:
- La llei del 24 de febrer de 1875, sobre l'organització del senat.
- La llei del 25 de febrer de 1875, sobre l'organització dels poders públics.
- La llei del 16 de juliol de 1875, sobre les relacions entre els poders públics.

Va ser la primera i única vegada que una república francesa no va quedar definida o organitzada mitjançant una veritable constitució.
| «                                                                                | «Les lleis Constitucionals de 1875 son una obra modesta, fruit de concessions mútues. L'experiència va demostrar que varen resultar més viables que altres constitucions més ambicioses» | » |
| — Nou Larousse Il·lustrat, 1898-1907, article «França», paràgraf «Constitutions» | |   |

Aquestes tres lleis serien lleugerament modificades o reformades. Aquestes reformes varen ser:
- Llei del 21 de juny de 1879. Deroga l'article 9 de la llei del 25 de febrer, que establia Versalles com a seu del Govern i de l'Assemblea Nacional.
- Llei del 24 d'agost de 1884. Reduir de 3 a 2 mesos l'elecció de les Càmeres Legislatives en cas de ser dissoltes. Reforma del Senat que passa a ser elegit integralment. La forma republicana de govern no pot ser objecte de revisió constitucional i els membres de les famílies que regnen França no són elegibles a la Presidència de la República.
- Llei del 10 d'agost de 1926, que estableix que l'autonomia en la gestió de comptes de la defensa nacional i amortització del deute públic té el caràcter constitucional.

No varen ser derogades fins a la promulgació de la constitució del 27 d'octubre de 1946, encara que foren suspeses de facto entre el 10 de juliol de 1940, data del vot de plens poders a Pétain que va establir un règim de col·laboració amb l'ocupant nazi, i la promulgació de la constitució de la Quarta República. La llei constitucional del 2 de novembre de 1945 va establir un govern provisional de la República Francesa, mantenint la inaplicabilitat de les lleis constitucionals de 1875 fins a l'aprovació de la nova Constitució.